# Kaufhallen am Antonsplatz

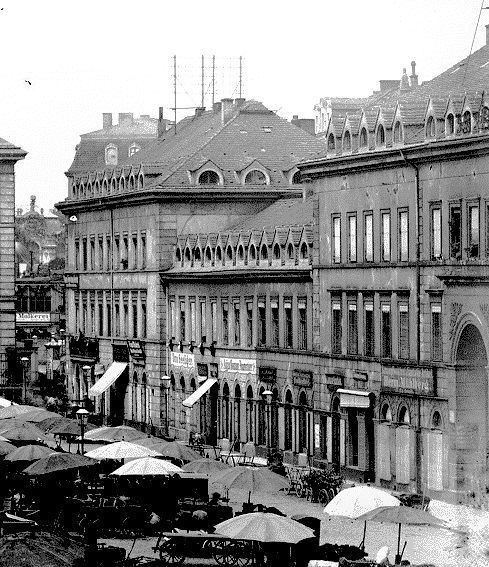

Die Kaufhallen am Antonsplatz waren zwei Verkaufshallen an den Flanken des Antonsplatzes in Dresden. Die Entwürfe für die Anlage lieferte Gottlob Friedrich Thormeyer, die für den Bau der Kaufhallen der Hofbaumeister Anton Ludwig Blaßmann. Die Bauten wurden im Zweiten Weltkrieg zerstört und 1950 abgetragen.

## Beschreibung

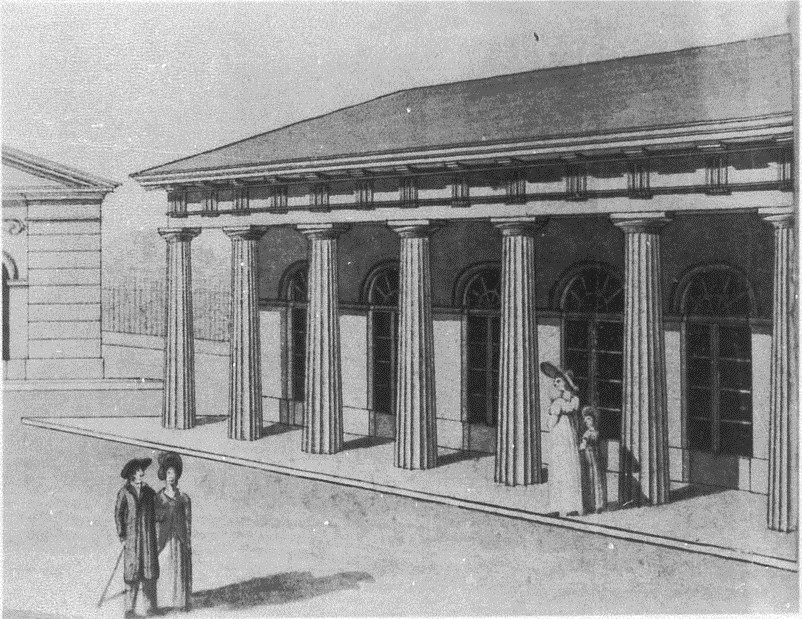
Dorische Säulen am Antonsplatz

Da es an einem zentralen Platz für eine Markthalle fehlte, genehmigte König Friedrich August I. 1822 die Errichtung zweier langer Verkaufshallen mit Arkaden im Stil des Klassizismus. Die Kaufhallen wurden als einander gegenüber liegende Pendants auf beiden Seiten des Antonsplatzes errichtet. Die Anlage entstand nach Plänen von Gottlob Friedrich Thormeyer und sie war die einzige umfangreichere städtebauliche Anlage des frühen Dresdner Biedermeier, die bis 1891 erhalten blieb. Auf der Ostseite des Antonsplatzes erbaute Anton Ludwig Blaßmann 1826 „die obern Kaufhallen“ zuerst als eingeschossiges Gebäude; 1828 wurden als Pendant „die untern Kaufhallen“ auf der Westseite des Antonsplatzes erbaut. Später wurden die Gebäude aufgestockt, so dass danach jeder Kaufhallenkomplex jeweils aus drei dreigeschossigen Gebäuden mit Walmdach bestand, die jeweils durch zweigeschossige Bauten mit Satteldächern miteinander verbunden wurden. Die Fassade des dreigeschossigen Mittelbaus war 13 Achsen lang. Die beiden dreigeschossigen Seitenbauten waren 9 Achsen lang und 5 Achsen breit. In der Erdgeschosszone befanden sich Rundbogenfenster, Gesimse gliederten die Geschosse. Dorische Säulen und giebelbekrönte Kopfbauten schmückten die Kaufhallen zum Wilsdruffer Thorplatz hin.